# اصبغ ابن نباته
| اطلاعات یاران امامان | اطلاعات یاران امامان             |
| -------------------- | -------------------------------- |
| نام کامل:            | اَصبَغ بن نُباته تمیمی حَنْظلی مُجاشِعی |
| محل زندگی:           | کوفه                             |
| از یاران:            | علی بن ابی‌طالب                   |
| فعالیت‌های اجتماعی:   |                                  |

اَصبَغ بن نُباته با نام کامل اَصبَغ بن نُباته تمیمی حَنْظلی مُجاشِعی از یاران علی بن ابی‌طالب در قرن اول هجری قمری در کوفه بود. او از اعضای شرطة الخمیس محسوب می‌شد.

## زندگی‌نامه
کنیه اصبغ بن نباته ابوالقاسم است. او از بنی حنظله، از تیره مُجاشع بن دارم بود. وی کوفی و در خلافت علی بن ابی طالب ، یکی از یاران نامدار علی بود.
به روایت نصر بن مزاحم، اصبغ پیرمردی زاهد و عابد بود و از جنگاوران عراق و از سرداران علی بن ابی طالب به‌شمار می‌آمد. او را یکی از اعضای «شرطة الخمیس» در جنگ صفین دانسته‌اند. از خود او دربارهٔ معنای عنوان «شرطة الخمیس» روایت شده‌است که ما با علی شرط و پیمان بستیم تا پای جان در راه او فداکاری کنیم. وی یکی از راویان رویدادهای جنگ صفین و جمل است.
از این جمله اصبغ «شمشیرهای ما بر گردنهای ماست. پس هر که را اشاره کند با شمشیرها می‌زنیم .» چنین بر می‌آید که او و دوستانش مطیع محض علی بن ابی طالب بودند.
اصبغ پس از شهادت علی ع نیز مدتی زنده بود اما تاریخ دقیق درگذشت او مشخص نیست و دربارهٔ اینکه او تا چه زمانی زنده بوده‌است، اقوال مختلفی وجود دارد و حتی گفته شده که وی پس از سده اول قمری درگذشته است. این اقوال گوناگون، از روایات مختلف وی -منقول در منابع روایی- سرچشمه گرفته‌است؛ برای مثال از او روایتی از حسن بن علی و حسین بن علی نقل شده‌است یا شیخ طوسی آورده‌است که اصبغ اثری در «مقتل» حسین داشته‌است. در استناد این موارد، باید بسیار احتیاط کرد؛ زیرا مثلاً طریق روایی اثر یادشده را به سبب کثرت افراد مجهول، ضعیف شمرده‌اند.

### نظر اهل تسنن دربارهٔ اصبغ
بیشتر رجال شناسان و محدثان اهل‌تسنن، اصبغ را به دلیل علاقه شدیدش به علی غیر موثق و ضعیف دانسته‌اند و به این موضوع تصریح کرده‌اند.
ابن سعد می‌گوید: روی عن علی و کان من اصحابه … و کان صاحب شرط علی … و کان شیعیا و کان یضعّف فی روایته. او از علی روایت می‌کرد و از اصحاب او بود … از فرماندهان لشکر علی بود … شیعی بوده و در روایتش تضعیف شده. تا بدانجا که برخی او را «رافضی» و گاه از غلات شیعه محسوب داشته‌اند. با این‌همه، عجلی، اصبغ را در شمار ثقات آورده‌است.

### نظر شیعه دربارهٔ اصبغ بن نباته
شیخ طوسی او را از خواص علی بن ابی طالب دانسته و راوی عهد مالک اشتر و وصیت علی بن ابی طالب به محمد بن حنفیه دانسته و او را صاحب مقتل حسین هم دانسته. شیخ طوسی او را در طبقه اصحاب حسن نیز برشمرده است.
کتاب عجائب احکام امیرالمؤمنین نیز، از آن اوست که ابراهیم بن هاشم قمی، آن را به روایت از او، تدوین نموده که نسخه ای از آن مربوط به اوایل قرن۵ هجری، نزد «سیدمحسن امین عاملی» بوده که بعدها مکرر چاپ شده‌است.

## جایگاه روایی
مایه شهرت اصبغ، شخصیت روایی اوست. رجال‌شناسان شیعی او را از ثقات برجسته شمرده‌اند.
غالب روایاتی که وی نقل کرده، به امام علی (ع) می‌رسد. بیشتر این روایات در کتاب‌ها و منابع شیعی منعکس شده‌اند.
مِزّی گوید: اصبغ از این افراد روایت کرده‌است: الحسن بْن علی بْن أَبی طالب، وأبی أَیُّوب خَالِد بْن زید الأَنْصارِیّ، وعلی بْن أَبی طالب (ق)، وعمار بْن یاسر، وعُمَر بْن الخطاب
و افرادی چون الأجلح بْن عَبد اللَّهِ الکندی، وثابت بْن أسلم البنانی، وأبو حمزة ثابت بْن أَبی صفیة الثمالی، و رزین بیاع الأنماط، وأبو الجارود زیاد بْن المنذر، وسعد بْن طریف الإسکاف (ق)، وسَعِید بْن مینا، وعلی بْن الحزور، وفطر بْن خلیفة، ومحمد ابن السائب الکلبی، والولید بْن عبدة الکوفی، ویحیی بْن أَبی الهیثم العطار از او روایت کرده‌اند.
سید محمد علی موحد ابطحی در 7 صفحه تحقیق رجالی برای أصبغ منتشر کرده است.

### موضوعات حدیثی اصبغ بن نباته
موضوعاتی که اصبغ بن نباته از علی بن ابی طالب یا از حسن بن علی یا راویان دیگر نظیر ابن عباس و عمران بن حصین و زاذان و … روایت کرده در زمینه احکام ، تاریخ، امامان و اوصاف ایشان و تفسیر قرآن می‌باشد:
چگونگی وضو گرفتن پیامبر از زبان علی بن ابی طالب
روایت علی بن ابی طالب و برخورد ایشان با فرد زناکاری که اقرار به گناه خود کرد.
نامه معاویه به علی بن ابی طالب و پاسخ ایشان در جنگ صفین
پاسخ علی بن ابی طالب (در رحبه) به ۱۰ سؤال پادشاه روم از معاویه در حالی که او از جواب عاجز مانده بود.
روایت علی بن ابی طالب از عمران حصین از پیامبر به علی علیه السلام دربارهٔ امامت علی ع.
روایت علی بن ابی طالب و حسن بن علی دربارهٔ معرفی ائمه.
روایت ابن عباس از پیامبر اسلام دربارهٔ تعداد ائمه و آیه و السماء ذات البروج.
روایت ابن عباس از پیامبراسلام دربارهٔ عصمت ائمه۔
روایت ابن عباس از پیامبر اسلام دربارهٔ مناقب علی بن ابی طالب.
حدیث زَاذَانَ از عَلِیَّ بْنَ أَبِی طَالِبٍ ع فِی الرَّحْبَةِ دربارهٔ حسن بن علی و حسین بن علی
پرسش از علی بن ابی طالب دربارهٔ دجال.
روایت علی بن ابی طالب دربارهٔ ولادت مهدی و غیبت ایشان.
خطبه علی بن ابی طالب دربارهٔ اسلام و ایمان و کفر و نفاق و امر ایشان به کتابت آن خطبه و قرائت آن بر مردم.
روایت علی بن ابی طالب که با استناد به آیه ۲۵۳ بقره، لشکر معاویه در صفین را کافر خوانده
روایت علی بن ابی طالب دربارهٔ آیه وَ هُمْ مِنْ فَزَعٍ یَوْمَئِذٍ آمِنُون.
روایت دربارهٔ معنای لیلة القدر.
حدیث وقایع قبل وفات سلمان فارسی و شرکت در تجهیز سلمان.
حدیث آخرین دیدار اصبغ بن نباته با علی بن ابی طالب قبل از شهادت ایشان و فرمایشات علی بن ابی طالب به او که نشان جایگاه ویژه اصبغ نزد ایشان است.